# رباعي فينيل البورات
رباعي فينيل البورات هو أنيون بوروني عضوي يتألف من ذرّة بورون مركزيّة، تحيط بها أربع مجموعات فينيل.

## الخصائص
على العكس من الأنيونات الأخرى الأصغر، مثل النترات والهاليدات، فإن رباعي فينيل البورات يمنح صفة محبّة للدهن إلى أملاحه.
هناك العديد من أملاح أريلات البورات المشابهة قد جرى تصنيعها، بخيث تكون حاوية على مجموعات أريل غنية بالإلكترونات أو فقيرة.

## الاستخدامات
تستخدم أملاح رباعي فينيل البورات في إزالة الازدواج في تفاعلات الفسفرة التأكسدية.

## اقرأ أيضاً
- ثلاثي فينيل البوران
- رباعي فينيل بورات الصوديوم
- رباعي فينيل بورات البوتاسيوم